# Gundel
47°31′03″ пн. ш. 19°04′38″ сх. д. / 47.517417° пн. ш. 19.077306° сх. д.
Gundel (укр. Гундель) — ресторан, розташований у Будапештському міському парку.

## Історія
Попередній ресторан у цьому місці, Wampetich (укр. Вампетік), був відкритий у 1894 році. У 1910 році Каролі Гундель орендував Wampetich і керував рестораном. Його син Янош Гундель, який набрався досвіду в інших готелях і ресторанах, взяв на себе керівництво рестораном. Він створив драматичний і розкішний стиль, який підвищив його популярність і створив міжнародну репутацію.
У 1939 році ресторан обслуговував угорський контингент на Всесвітній виставці 1939 року в Нью-Йорку. У 1949 році ресторан був націоналізований і управлявся державною компанією Hungar Hotels, але в 1992 році його знову відкрили американці Рональд Лаудер і Джордж Ленг.

## Кухня
Однією з фірмових страв Gundel є Gundel palacsinta, млинець з начинкою з рому, родзинок, волоських горіхів і лимонної цедри, який подається з шоколадним соусом.
Віктор Сассі, засновник ресторану The Gay Hussar (в Сохо, Лондон), проходив стажування у Gundel. Сассі був відправлений до Будапешта Британською асоціацією готелів і ресторанів, коли йому було сімнадцять. Після повернення до Лондона в 1940 році він заснував спочатку Будапештський ресторан, а потім The Gay Hussar, який став популярним серед лівих політиків.